# Ота, Юки
Юки Ота (яп. 太田 雄貴 О:та Ю:ки, род. 25 ноября 1985) — японский фехтовальщик-рапирист, призёр Олимпийских игр, чемпион мира, Азии и Азиатских игр.

## Биография
Родился в 1985 году в Оцу. В 2004 году принял участие в Олимпийских играх в Афинах, но занял лишь 9-е место. В 2006 году завоевал золотую и бронзовую медали Азиатских игр. В 2007 году стал чемпионом Азии. В 2008 году вновь стал чемпионом Азии, а на Олимпийских играх в Пекине завоевал серебряную медаль. В 2009 году снова стал чемпионом Азии. В 2010 году завоевал серебряную медаль Азиатских игр и две бронзовых медали чемпионата мира. В 2012 году стал бронзовым призёром чемпионата Азии, а на Олимпийских играх в Лондоне завоевал серебряную медаль. В 2014 году стал бронзовым призёром Азиатских игр. В 2015 году стал чемпионом мира и Азии.
Член комиссии спортсменов МОК с 2021 года.